# 上顎神経中上歯槽枝
上顎神経中上歯槽枝（じょうがくしんけいちゅうじょうしそうし、中上歯槽神経とも）は頭頸部の神経の一つ。三叉神経第二枝である上顎神経の枝で、眼窩下部にて別れ、上顎洞粘膜、上顎小臼歯、上顎第一大臼歯近心頬側根の感覚を支配する。